# ヴァルディネイ・フレイタス・ダ・マッタ
ヴァルディネイ・フレイタス・ダ・マッタ（VALDNEY Freitas Da Matta、1971年4月20日 - ）は、ブラジル出身の元プロサッカー選手。現役時代のポジションはフォワード。

## 経歴
1998年に来日、1試合1点以上の驚異的なペースで得点を重ね、33得点でジャパンフットボールリーグの得点王に輝き、川崎フロンターレをJ1参入決定戦に導いたが1年限りで退団した。1999年はアビスパ福岡の入団テストを受けるものの入団には至らず、2000年に大分トリニータに入団するも、シーズン途中で退団した。

## 所属クラブ
- アトレチコ・ミネイロ 1993-1994
- バングーAC
- CFエストレラ・アマドーラ
- FCパソス・デ・フェレイラ
- SCベイラ・マル
- イモルタルDC（ポルトガル語版）
- FCバレイレンセ（ポルトガル語版）
- グレミオFBPA
- 川崎フロンターレ 1998
- 大分トリニータ 2000-2000.5
- FCマイア（ポルトガル語版） 2000
- FCマイア 2003
- オエステFC 2005
- ウベルランジアEC 2006
- FBCメルガル 2006
- リオ・ブランコ・ジ・アンドラダスFC（ポルトガル語版） 2007
- CE Passense FC 2007
- CEベント・ゴンサウヴェス（ポルトガル語版） 2008
- Funorte EC 2009

## 個人成績
| 国内大会個人成績 | 国内大会個人成績 | 国内大会個人成績 | 国内大会個人成績 | 国内大会個人成績 | 国内大会個人成績 | 国内大会個人成績 | 国内大会個人成績 | 国内大会個人成績 | 国内大会個人成績 | 国内大会個人成績 | 国内大会個人成績 |
| 年度             | クラブ           | 背番号           | リーグ           | リーグ戦         | リーグ戦         | リーグ杯         | リーグ杯         | オープン杯       | オープン杯       | 期間通算         | 期間通算         |
| 年度             | クラブ           | 背番号           | リーグ           | 出場             | 得点             | 出場             | 得点             | 出場             | 得点             | 出場             | 得点             |
| 日本             | 日本             | 日本             | 日本             | リーグ戦         | リーグ戦         | リーグ杯         | リーグ杯         | 天皇杯           | 天皇杯           | 期間通算         | 期間通算         |
| ---------------- | ---------------- | ---------------- | ---------------- | ---------------- | ---------------- | ---------------- | ---------------- | ---------------- | ---------------- | ---------------- | ---------------- |
| 1998             | 川崎             | 9                | 旧JFL            | 29               | 33               | 4                | 1                | 3                | 2                | 36               | 36               |
| 2000             | 大分             | 9                | J2               | 10               | 4                | 2                | 1                | -                | -                | 12               | 5                |
| 通算             | 日本             | 日本             | J2               | 10               | 4                | 2                | 1                | -                | -                | 12               | 5                |
| 通算             | 日本             | 日本             | 旧JFL            | 29               | 33               | 4                | 1                | 3                | 2                | 36               | 36               |
| 総通算           | 総通算           | 総通算           | 総通算           | 39               | 37               | 6                | 2                | 3                | 2                | 48               | 41               |

その他の公式戦
- 1998年
  - J1参入決定戦 1試合0得点

## タイトル
- JFL最優秀選手（1998年）
- JFLベストイレブン（1998年）
- JFL得点王（1998年）